# Kurt Bleines
Kurt Alfred Peter Bleines (* 18. Februar 1894 in Saarbrücken; † 1. Juni 1957 in Hamburg) war ein deutscher Berufssoldat und Filmemacher.

## Leben und Wirken

### Anfänge beim Militär
Der Sohn des Justizbeamten Peter Bleines (1861–1926) steuerte schon in jungen Jahren eine Karriere als Berufssoldat (Leutnant mit Patent vom 19. August 1911) an und trat am 1. März 1912 dem 3. Infanterieregiment 69 in Trier bei. Dort rückte er im Mai 1914 zum Kompanieoffizier des 12. Infanterieregiments auf und avancierte kurz nach Ausbruch des Ersten Weltkriegs zu deren Kompanieführer. Einen Monat später wurde Bleines zweimal verwundet, kehrte aber nach Lazarettaufenthalten zur Truppe zurück. Im März 1916 wechselte er die Waffengattung und ließ sich zur Feldfliegerabteilung 47 abkommandieren. Nachdem er einen Absturz im November 1916 überlebt hatte, ging Kurt Bleines zum Ende desselben Jahres als Lehrer an die Beobachterschule, kehrte aber im September 1917 zu einer Fliegerabteilung zurück. Das Kriegsende 1918 erlebte der zweimal mit dem Eisernen Kreuz (1914 Zweiter Klasse und 1918 Erster Klasse) ausgezeichnete Bleines als Fliegeradjutant und beendete, nach einem Zwischenaufenthalt beim Infanterieregiment 69 (1919/20), am 31. März 1920 vorerst seine militärische Laufbahn.

### Beim Film
Wieder im Zivilleben versuchte sich Kurt Bleines in mehreren Berufssparten: Von 1920 bis 1922 war er Angestellter der Automobilkarosserie- und Wagenfabrik NW 87 in Berlin und von 1922 bis 1924 Angestellter des Bankhauses H. Streubel in Berlin. 1925 gelang ihm der Einstieg ins Filmgeschäft. Als Angestellter der UFA in Berlin setzte ihn deren Kulturfilmabteilung zunächst als Aufnahmeleiter ein, im Jahr darauf (1926) auch als Regisseur von zumeist kurzen Dokumentarfilmen. Zum 1. Mai 1932 trat er der NSDAP bei (Mitgliedsnummer 1.091.519). Von 1933 bis 1936 wurde er von Paramount Pictures als Regisseur deutscher Synchronfassungen von Hollywood-Produktionen verpflichtet. Für die Berliner Produzenten Kurt Ulrich und Karl Schneider inszenierte Bleines 1936/37 auch mehrere Kurzfilme mit Spielhandlung. 

### Rückkehr zum Militär
Kurt Bleines kehrte am 1. Dezember 1938 zum Militär zurück. Zunächst fand er Verwendung an der Fliegerbildschule auf dem Flugplatz Hildesheim, kurz nach Beginn des Zweiten Weltkriegs wirkte er im Stab des Luftgaukommandos II. Ab 14. Oktober 1942 war er Offizier zur besonderen Verwendung bei Reichsminister Hermann Göring und wurde sechs Tage später in die Abteilung Luftbildwesen beim Chef des Ausbildungswesen der Luftwaffe abkommandiert. Kurt Bleines, seit 1942 im Rang eines Oberst, war im Krieg auch Leiter der Filmgruppe beim General der Fliegerausbildung. Über seinen Lebensweg nach 1945 ist nichts überliefert.

## Filmografie
- 1925: Kikeriki (Aufnahmeleitung)
- 1926: Unsere Landjäger (Regie)
- 1926: Kasimir und Hidigeia (Regie)
- 1927: Unsere Landjäger: Ein glücklicher Fang (Regie)
- 1927: Unsere Landjäger: Eine Lebensrettung (Regie)
- 1927: Unsere Landjäger: Auf der Jagd nach dem Täter (Regie)
- 1927: Unsere Landjäger: Der Dorfschreck (Regie)
- 1928: Der schöne Kreis Ahrweiler (Regie)
- 1929: Leier und Schwert (Drehbuch, Ton)
- 1930: Zirkus “Kater Murr” (Geräusche)
- 1931: Mein Leopold (Schnitt)
- 1936: Aufmachen, Kriminalpolizei! (Regie)
- 1937: Der vertauschte Hund (Regie)
- 1937: Ohne Fleiß kein Preis (Regie)
- 1937: Die Posaune (Regie)